# Пенальті

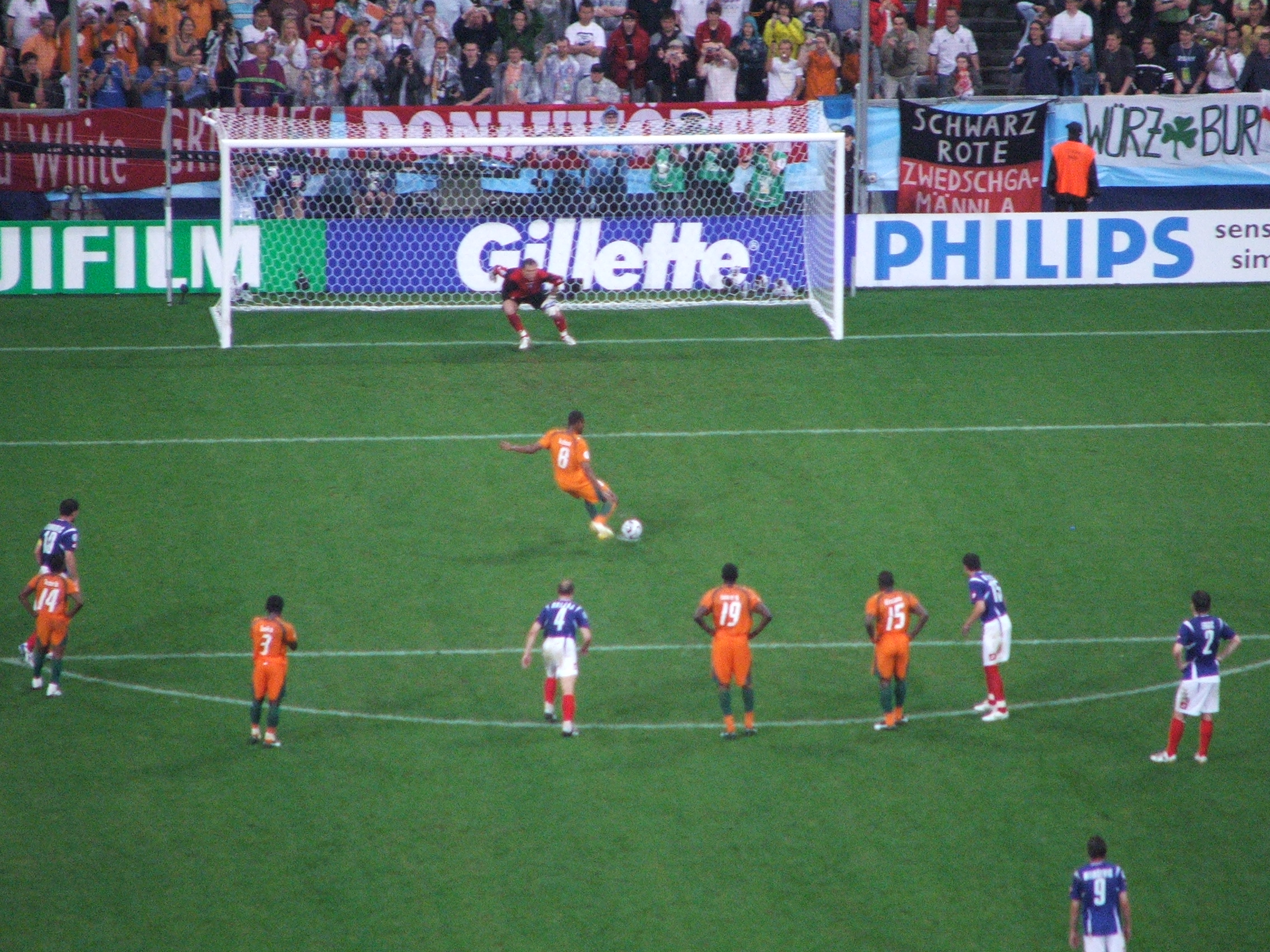
Бонавентур Калу зі збірної Кот-д’Івуару пробиває пенальті у ворота Драгослава Єврича, воротаря збірної Сербії і Чорногорії, на Чемпіонаті світу з футболу 2006 року.

Пенальті — вид штрафного удару у футболі, що пробивається з відстані 12 ярдів (приблизно 11 метрів від воріт). Тільки воротар команди, що захищається, може стояти між м'ячем та воротами під час пробиття цього удару.
Пенальті пробивається під час звичайної гри. Схожі удари також пробиваються під час післяматчевих пенальті для визначення команди, що проходить у наступний раунд змагань, коли матч закінчується внічию. Хоча процес пробиття цих ударів схожий з пробиттям пенальті, вони офіційно не вважаються пенальті; процес пробиття цих ударів відбувається згідно з іншими правилами.

## Призначення пенальті
Пенальті може бути призначено, коли гравець команди, що захищається, порушує правила проти суперника у власному штрафному майданчику (коли порушення відбувається за межами штрафного майданчика, призначається прямий штрафний удар). Варто зазначити, що саме місце порушення правил, а не місцеперебуванням м'яча, визначає чи буде призначений пенальті чи прямий штрафний удар.
Оскільки пенальті часто призводять до гола, рішення судді — призначати чи не призначати пенальті — часто є об'єктом протестів з боку однієї чи обох команд. Гравці можуть намагатись вплинути на це рішення; нападники часто падають на землю від найменшого контакту з захисником, або навіть артистично «пірнають» без жодного дотику. За явну спробу симулювати порушення правил суддя може попередити винного гравця жовтою карткою.

## Пробиття пенальті

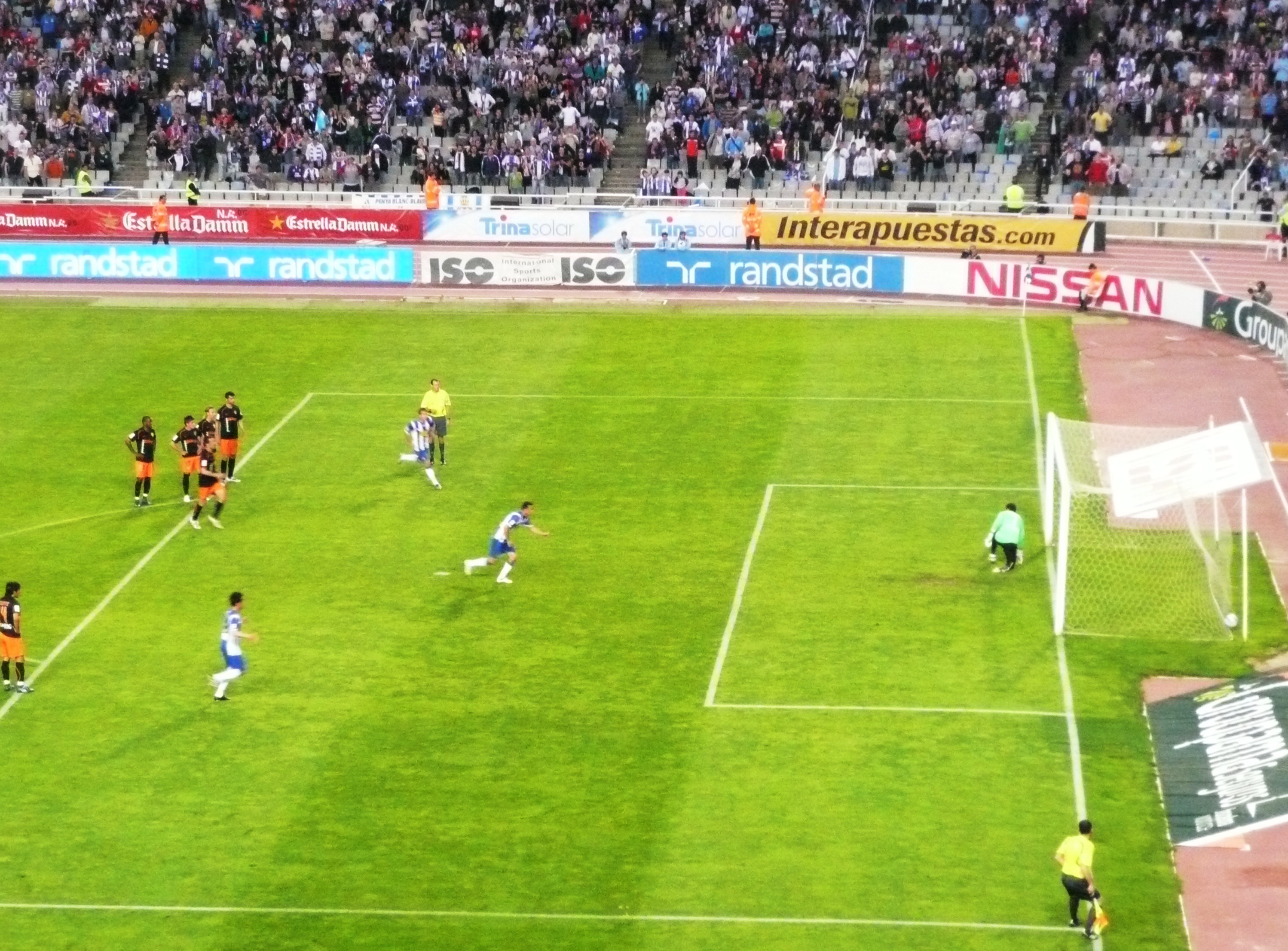
Пенальті у матчі між командами Еспаньйол - Валенсія 3 травня 2009 року на Олімпійському стадіоні Барселони

Пенальті пробивається зі спеціальної позначки, яка є навпроти центру воріт на відстані 11 метрів від воріт. До моменту удару всі гравці обох команд, за винятком гравця, що пробиває пенальті, та воротаря команди, якій пробивають, мають стояти поза межами штрафного майданчика, позаду позначки для пробиття пенальті і не ближче, ніж 10 ярдів (приблизно 9 метрів) до м'яча (тобто ззовні від дуги штрафного майданчика). Воротар команди, якому пробивають пенальті, має стояти між стійками на лінії воріт до моменту удару, хоча може переміщатися вздовж лінії воріт, але не може робити кроків назустріч м'ячу.
Після того як суддя дає сигнал до пробиття пенальті, гравець, що пробиває, має вдарити м'яча вперед (не обов'язково по воротах, хоча майже завжди б'ють саме так). М'яч перебуває у грі, починаючи з моменту удару, і з цього моменту всі інші гравці можуть входити до штрафного майданчика. Гра продовжується у звичайному режимі, хоча дуже часто на цей момент м'яч вже є в воротах і команда, що атакує, вже забила гол.
Пенальті є різновидом прямого штрафного удару, тобто гол може бути забито прямим ударом з пенальті. Якщо гол не забито, гра звичайно продовжується. Як у випадку з будь-яким прямим штрафним ударом, гравець, що пробиває, не може торкнутися м'яча вдруге допоки м'яча не торкнеться якийсь інший гравець, навіть після відскоку від каркаса воріт. Пенальті відрізняється від звичайного штрафного удару тим, що зовнішнє втручання відразу після пробиття пенальті може призвести до його повторного пробиття (замість звичайного у таких випадках спірного м'яча).
Гравець, що пробиває пенальті, не може забити гол у власні ворота з пенальті, хоч це і так майже неможливо, оскільки удар по м'ячу має бути спрямований вперед, для того, щоб пробиття пенальті відповідало правилам. Якщо м'яч залетить у ворота команди, що пробиває (наприклад, м'яч з пенальті влучає в каркас воріт, відбивається у протилежний бік і залітає у протилежні ворота), суддя має призначити кутовий удар на користь команди, що відбивала пенальті.

## Порушення під час пробиття пенальті
Порушення правил пробиття пенальті (воротар рухається вперед, гравці опинились у заборонених зонах) будь-якою з команд вирішуються за принципом надання переваги команді, що діяла за правилами.
Загалом:
- У випадку порушення правил командою, що захищається, або зараховується гол (якщо його було забито), або призначається повторне виконання пенальті.
- У випадку порушення правил командою, що пробиває пенальті, — якщо було забито гол, то пенальті пробивають повторно; інакше суддя призначає вільний удар.
- У випадку порушення правил обома командами пенальті має бути пробито повторно.
- Якщо гравець, що пробиває пенальті, двічі торкається м'яча (добивання м'яча після відскоку від стійки воріт також), суддя призначає непрямий вільний удар на користь команди, що захищається.

Суддя також може попередити жовтою карткою гравців за порушення правил пробиття пенальті, наприклад, багаторазове вбігання до штрафного майданчика до удару. Варто відзначити, що в реальних матчах судді ігнорують більшість незначних порушень цих правил.
Порушення решти правил під час пробиття пенальті призводить до покарання.